# Permischer Tierstil

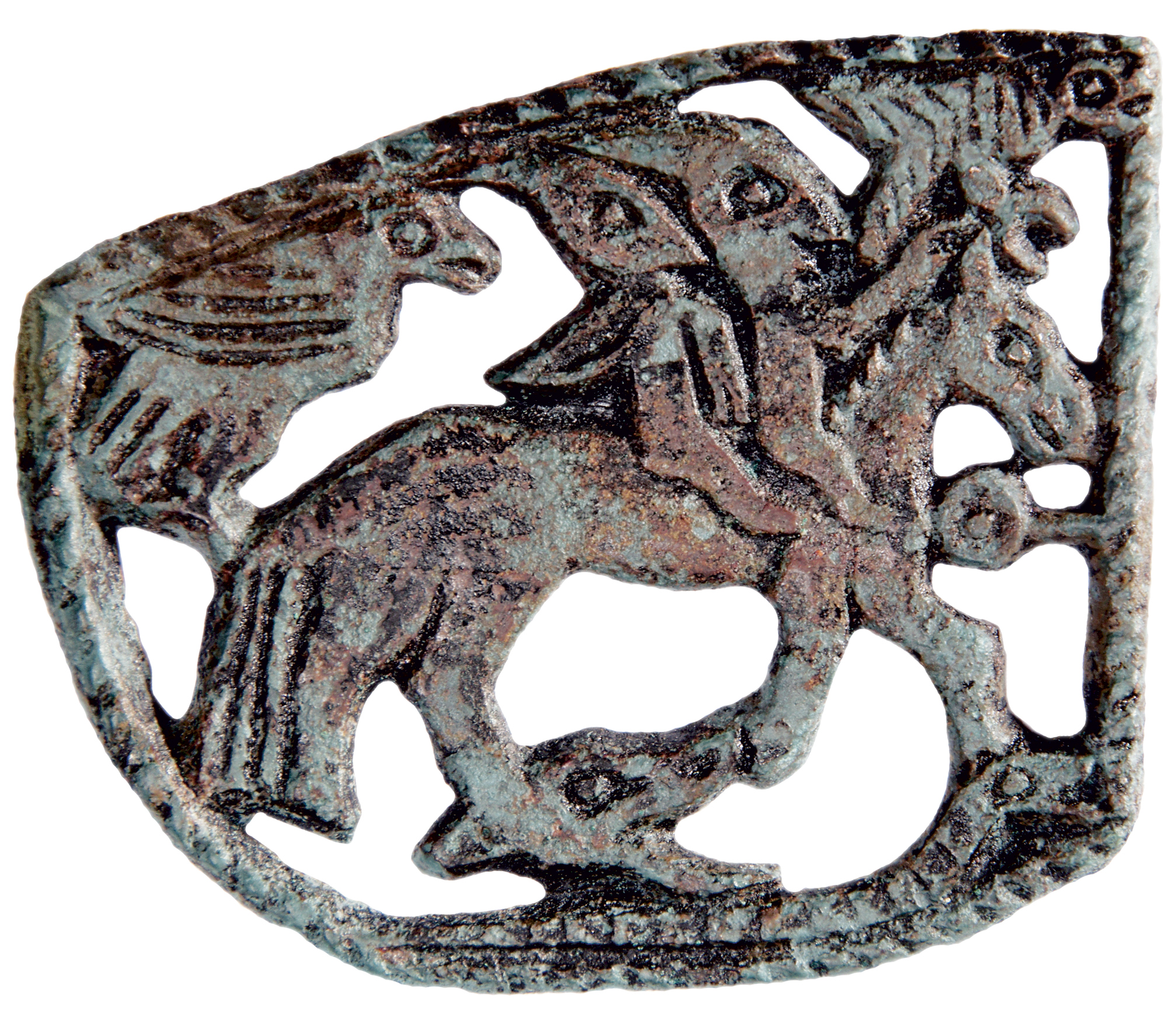
Zwei anthropomorphe Figuren auf einem Pferd. Das Pferd steht auf der Schlange. Die Gruppe wird begleitet von Vögeln. Vor der Brust des Pferdes steht das Zeichen der Sonne. 10. Jh.

Tierstil-Bronzen, eigentlich: Bronze-Kultfiguren aus Perm (Permski sweriny stil, russisch Пермский звериный стиль, wiss. Transliteration Permskij zverinyj stil, en.: Permian bronze casts, Permian animal style) sind bronzene, gegossene Kultfigürchen aus dem Gebiet von Perm und West-Sibirien. Es handelt sich um zoomorphe Ornamente mit kultischem Symbolgehalt. Es sind die vorherrschenden Stücke finno-ugrischer Toreutik des 3. bis 12. Jahrhunderts unserer Zeitrechnung. Die Figürchen finden sich in einem weiten Gebiet von Wäldern des nordöstlichen Urals und West-Sibiriens vom Becken der Flüsse Kama und Wjatka bis zum Ob. Im Mittelalter waren diese Territorien hauptsächlich von ugrischen Stämmen bewohnt, den Vorfahren der heutigen Ungarn und Ob-Ugrier – den Chanten und Mansen. Diese Bronzen sind wahrscheinlich nur der geringere Teil von Tierstil-Figuren. Häufig waren diese Kultfiguren auch aus Gold hergestellt und fielen aufgrund ihres Wertes viel früher Raubgräbern zum Opfer. Bereits am 29. Oktober 1715 „schenkte“ der Bergbau-Unternehmer Nikita Demidow der Zarin Katharina I. einen Schatz an goldenen Tierstil-Figuren, welche er im Verlauf seiner Bergbautätigkeiten erworben hatte.

## Erforschung
Erste Sammlungen und deren wissenschaftliche Erforschung gehen zurück auf das Ende des 19. Jahrhunderts. Trotz der mehr als einhundertjährigen Forschung bleibt das Feld des Permischen Tier-Stils noch immer eines der geheimnisvollsten kulturellen Phänomene Eurasiens. Denn einerseits fehlt eine schriftliche Tradition der Erschaffer und auch historische Hinweise auf die Künstler überhaupt, während andererseits eine große Vielfalt an Stilarten vorhanden ist. Das goldene Zeitalter der Kult-Metallurgie begann unmittelbar nach der Periode der Großen Wanderungen (4.–5. Jahrhundert n. Chr.) und bestand bis in die Epoche des mittelalterlichen Urals und Sibiriens im 6. bis 11. Jahrhundert. Eine bedeutende Sammlung wurde von der Familie Stroganow in Perm angelegt.

## Hintergrund
Forscher weisen auf den Einfluss des skytho-sarmatischen Tierstils auf die Entwicklung der Kulttoreutik in den borealen Wäldern hin: berühmte Tierkampfszenen, vertikale Modelle des Universums in Form von drei Welten – drei Ebenen der Plaketten, sowie der Kult um die große Muttergöttin sind in beiden Stilrichtungen präsent. Neben den Metallarbeiten aus Bronze unter Verwendung von ein- oder doppelseitigen Formen zum Gießen sind auch Knochen- und Holzschnitzereien und Gravuren auf Metall- und Knochengegenständen zugehörige Artefakte. In den Darstellungen werden Elche, Rentiere, Bären, Pelztiere und andere Tierarten, Pferde, verschiedene Wasser- und Greifvögel, Schlangen, Insekten und eine Reihe von „komplexen Kreaturen“ (Hybriden: gemischte zoomorphe und anthropomorphe halbmenschliche Kreaturen) abgebildet und es gibt eine Reihe von Bildern von Reitern. Die Geschichten, von denen die Perm-Tierstiltafeln erzählen, sind zahlreich und vielfältig. Die Objekte finden sich in Depotfunden, an Kultstätten, zwischen Skeletten, in Bestattungen, als Teil von Opferungs-Komplexen oder in metallurgischen Werkstätten. Die meisten Bronzeartefakte wurden als Kultgegenstände für heilige Riten verwendet.
Die bildhauerische Verkörperung eines Geistes oder Ahnen ist nicht ein Monument für diesen und auch nicht der Ort, an dem dieser Geist wohnt, sondern es ist die Gottheit selbst. Holz- oder Metallbarren und die darin eingehausten Geister oder Seelen sind eine untrennbare Einheit, sodass die Figur zu einem göttlichen Stück Holz oder Metall wird. Kustaa Fredrik Karjalainen verwendet den chantischen Begriff „tonx“ um die Vorstellung von einer menschenähnlichen Seele zu beschreiben. Die Bilder werden für „tonx“ gemacht:

„Nachdem einem Stück Holz die Form eines Menschen gegeben wurde oder nachdem ein Zinnguss, der eine bestimmte menschliche Form hat, ausgehärtet ist, ist es wichtig, ihm eine „Tonx“ des Geistes zu übertragen oder darin einzuwohnen, den die Figur darstellt, und erst danach wird das Bild zu einem „Tonx“, dem die notwendigen Ehren zuteil werden können.“

Forscher glauben, dass für die Herstellung der Figuren echte Holzmodelle verwendet wurden, die mit Opferblut bemalt oder eingerieben wurden.

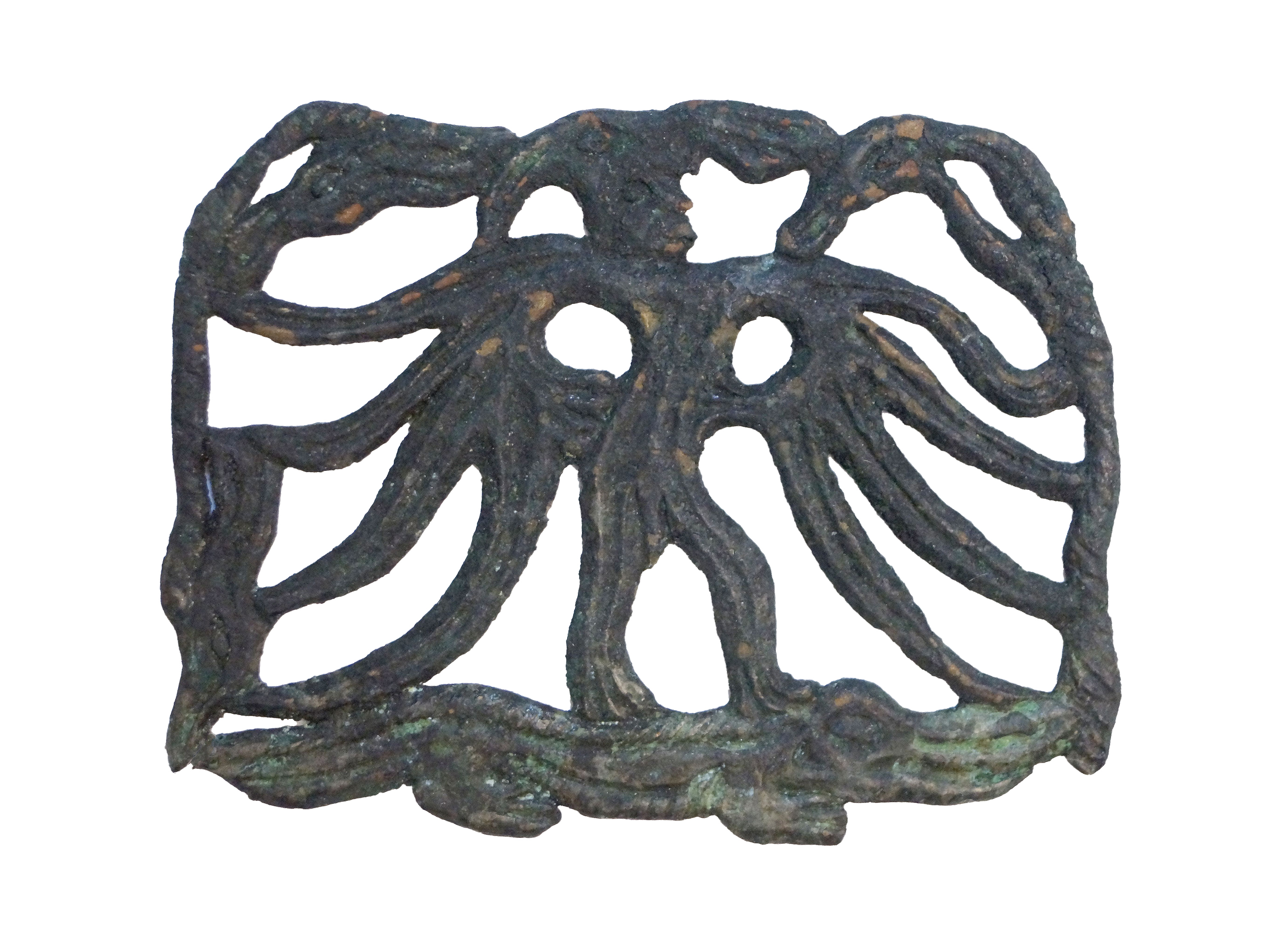
Hirsch-köpfiger Mann auf der Eidechse. 8. Jh.

## Herstellung
Rohmaterial für Kupferguss waren kupferhaltige Sandsteine vom Höhenzug der Kama (Верхнекамская возвышенность, Werchnekamskaja woswyschennost). Die Legierungen bestanden meist aus Kupfer (bis 86 %), Zinn (10–17 %), teilweise Zink (bis 7 %) und Arsen. Im ersten Jahrtausend nach Christus war das verwendete Kupfer in der Werchnekamskaja Woswyschennost sowie in anderen Regionen des europäischen Nordostens und der Ob-Region reich an Zinn und Zink.
Die Objekte werden üblicherweise nach ihrer Funktion und dem Verwendungsbereich in zwei Gruppen eingeteilt. Die erste Gruppe sind Perm-Petschora-Bronzen, durchbrochene Bronzeobjekte mit Anbetungszweck. Objekte aus dieser Gruppe haben eine komplizierte Zusammensetzung, eine ausgeklügelte Geschichte dahinter und eine vielschichtige Struktur. Die künstlerisch ausdrucksstärksten Kompositionen sind dreistufige kosmologische Kompositionen mit einer Göttin im Zentrum. Die obere Ebene besteht aus den Köpfen von Elchen, himmlischen Gesichtern und Seelenvögeln, die mit der höheren Welt der himmlischen Kreaturen verbunden sind, die mittlere Ebene ist eine irdische Welt von Menschen und Tieren. Der Herrscher der Mittleren Welt ist eine Gottheit (Muttergöttin), die in der Mitte dargestellt ist, und ein Tier zu ihren Füßen ist in der Regel ein Mischtier, das aus Teilen verschiedener Landtiere besteht – es markiert die Grenzen der unteren, unsichtbaren Welt. Das Markenzeichen des Perm-Tierstils sind Bilder von Elch-Menschen (Mensch-Vogel-Elch), Darstellungen, welche nirgendwo sonst in Eurasien zu finden sind.
Die zweite Gruppe ist der transurale, westsibirische Tierstil. Er besteht aus Gebrauchs- und Dekorations-Gegenständen, einschließlich Bekleidungsapplikationen: Gürtelplatten, Schnallen, Verschlüssen, Armbändern mit zoomorphen Bildern, Anhängern, Perlen, Knäufen, Scheiden, Nadeletuis, Ohrsteckern, Fibeln und Kämmen. Mythologische Geschichten werden durch „komplexe Tiere“ dargestellt: Mischbären und Pelztiere, auf figürlichen Anhängern in Form von Wasservögeln, Pferden, in den Bildern von Raubvögeln auf Knäufen.
Die Kultgegenstände aus Metall lassen sich je nach Anwendungsbereich in Gruppen einteilen: solche, die vor Krankheiten schützen sollten (diese wurden in der Regel zu Hause aufbewahrt), und so genannte „Geister des Glücks“ – die Glück im Austausch für die Opfergaben versprachen (diese wurden in Kultstätten aufbewahrt). Die Vielfalt der Kultartefakte und mythologischen Geschichten auf den Tafeln setzt die Existenz einer entwickelten Mythologie bei den Schöpfern des Tierstils voraus. Perm-Tierstil erschien zu Beginn des ersten Jahrtausends n. Chr. auf dem Territorium der skytho-sarmatischen Welt und verschwand zu Beginn des zweiten Jahrtausends, am Vorabend der mongolischen Invasionen. Die letzten Spuren dieser Zivilisation sind in der traditionellen Kultur der Ob-Ugrier, der Chanten und Mansen, zu sehen.